# 安娜·科什馬爾
安娜·塞爾希伊芙娜·科什馬爾（羅馬化：Hanna Serhiivna Koshmal；1994年10月22日—），烏克蘭女演員和舞蹈家。

## 生平
安娜於1994年10月22日出生於基輔一個教師和軍人的家庭，她從6歲開始學習舞蹈。2010年，她進入基輔綜藝和馬戲學校就讀。
一個偶然的機會下，她獲得了於電視劇《紅娘》系列第五季和第六季中飾演的珍雅一角的機會，隨後一舉成名。之後，她參與了《蝴蝶舞》、《人民公僕》、《芭蕾舞女演員》、《繼母的女兒們》、《十字路口》、《十字路口》、《好人》、《百萬村-2》等劇的演出。